# Kopiec Krakusa
Kopiec Krakusa, również kopiec Kraka – zabytkowy kopiec znajdujący się w Krakowie, w dzielnicy XIII, na prawym brzegu Wisły, w Podgórzu.
Usypany na najwyższym wzniesieniu wapiennego zrębu Krzemionek – Wzgórzu Lasoty (271 m). Wysokość od podstawy – 16 m, średnica u podstawy 57 m, górna 8 m (wierzchołek płaski), objętość 19 100 m³. Z kopcem Krakusa związane są obchody Rękawki.
W historycznej Małopolsce poza Krakowem wielkie kopce kurhanowe znajdują się też w Krakuszowicach, Leszczkowie, Sandomierzu, Sólcy, Święcicy i Złotej.

## Historia
Twórcy, czas powstania i przeznaczenie kopca Krakusa są nieznane, choć istnieją na ten temat różne teorie.
Historyczne wzgórze Lasoty, na którym wznosi się Kopiec Krakusa, należało pierwotnie do rodziny Awdańców, polskiej szlachty pochodzenia skandynawskiego, nazwą upamiętnia komesa Lassotę (Lassote castellanus Cracovie).
W roku 2012 rozpoczęły się prace rewitalizacyjne obiektu, za które odpowiedzialny jest krakowski architekt Piotr Orzeszek z pracowni architektonicznej Stvosh. Prace realizowane na zlecenie Miasta Krakowa dla kompleksowego remontu tej budowli obejmują zagadnienia architektoniczne, konserwatorskie, archeologiczne, geologiczne, hydrogeologiczne, konstrukcyjne, studia widokowe i przyrodnicze. Rewitalizacja obejmuje także otoczenie Kopca (przebudowę dróg, ścieżek, schodów terenowych, oświetlenia, odkrycie dawnych umocnień i koszar austriackich, stworzenie tematycznych ścieżek pieszych i rowerowych, oznakowanie terenu). Inwestycja jest przez Miasto Kraków realizowana etapami od 2013 r.

### Legendy
Jan Długosz łączył jego usypanie z osobą Kraka, legendarnego założyciela miasta Krakowa. Opisuje, że pogrzebano go zgodnie ze zwyczajem na szczycie wzgórza, zaś dwaj jego synowie, wykonując jego wolę, wznieśli kopiec na wieczną pamiątkę.

### Archeologia

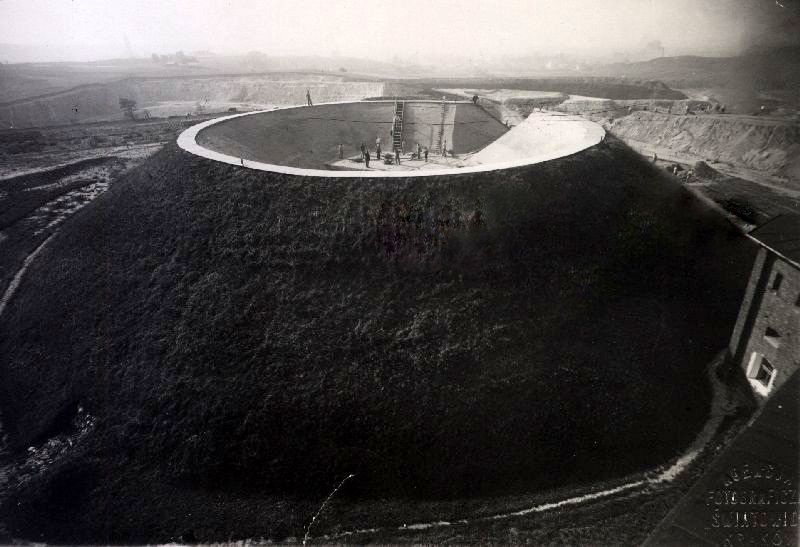
Badania archeologiczne w kopcu, 1933

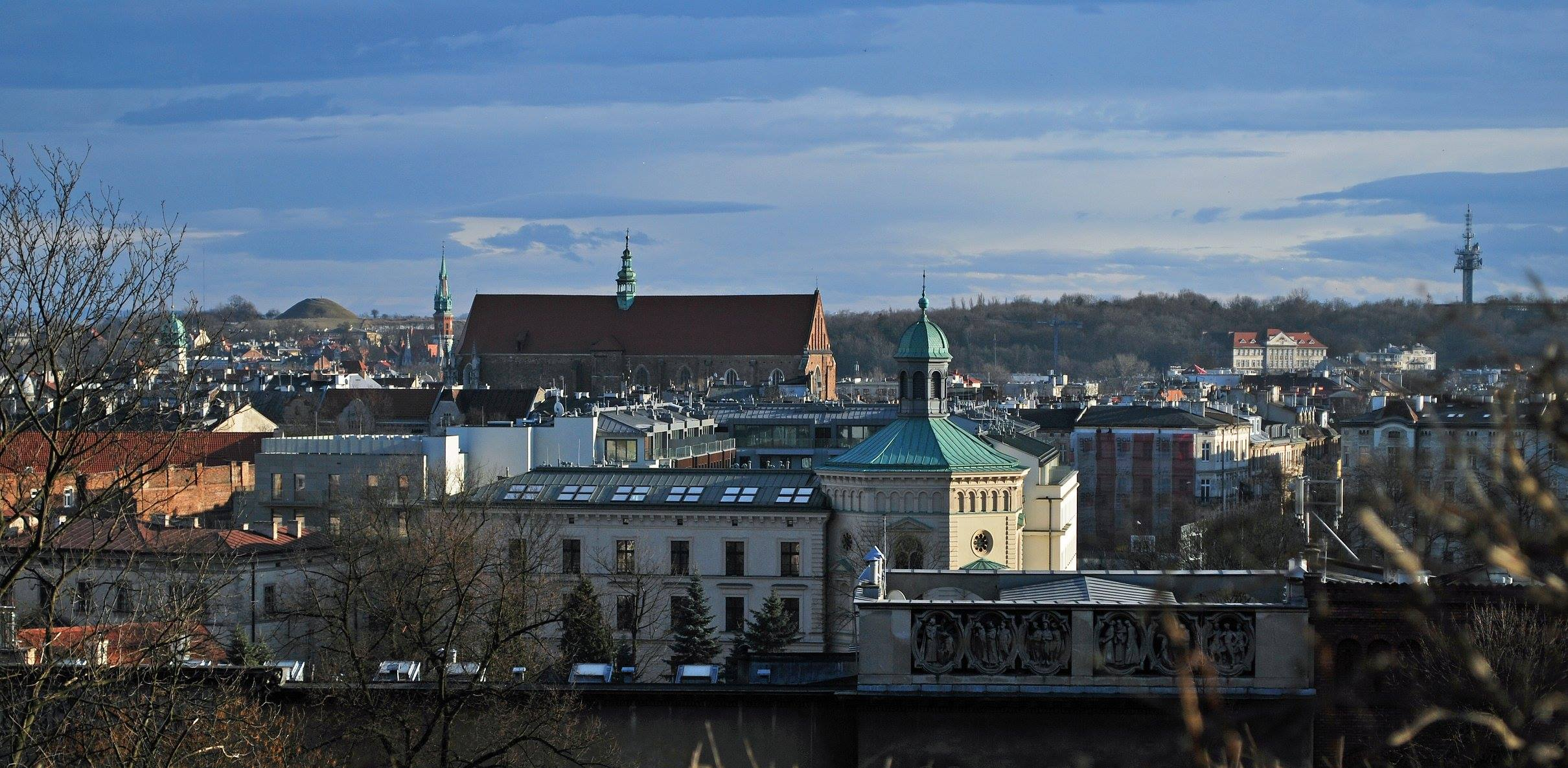
Kopiec Krakusa widziany z Wawelu

Wykopaliska archeologiczne przeprowadzone w latach 1934–1937, pod patronatem Polskiej Akademii Umiejętności, przez Józefa Żurowskiego i Franciszka Jakubika, sfinansowane przez redaktora naczelnego „Ilustrowanego Kuriera Codziennego” w kwocie 100 tysięcy złotych, polegały na przebadaniu najbliższego sąsiedztwa oraz wykopaniu zwężającego się ku dołowi leja do podstawy kopca (pierwotnie zakładano przebadanie tą metodą zaledwie 4% powierzchni podstawy, ale w 1937 lej poszerzono odsłaniając łącznie 60% powierzchni podstawy kopca). W pobliżu – podobnie jak i w podstawie kopca – znaleziono ślady osadnictwa z końca kultury łużyckiej, które najprawdopodobniej dostały się tam w czasie budowy. To pozwoliło przyjąć, że kopiec powstał najwcześniej ok. 500 roku p.n.e. Wewnątrz kopca odkryto różnego rodzaju zabytki ruchome oraz m.in. szkielet dziecka i palenisko, które trafiły tam w czasie sypania, przez co były nieprzydatne w datowaniu.
Wewnętrzna konstrukcja kopca oparta była na wysokim słupie, do którego umocowano promieniście ułożone, wyplecione z wikliny przegrody. Przestrzeń między nimi wypełniona była mocno ubitą ziemią i kamieniami. Taka konstrukcja – efekt długotrwałej i zorganizowanej pracy – zapewniała stabilność i trwałość konstrukcji.
Z kolei w trakcie badań archeologicznych w latach 70. XX wieku odkryto wewnątrz kopca przedmioty z okresu wpływów kultury przeworskiej, a w jego pobliżu stanowiska z okresu kultury łużyckiej i pomorskiej. Według profesora Janusza Kotlarczyka kopiec jest monumentalnym grobowcem pochodzenia celtyckiego.
Zdaniem prof. Andrzeja Buki kopiec powstał pomiędzy końcem VIII a połową X wieku. Górną granicę wyznacza srebrny denar czeski Bolesława II (972–999) znaleziony w części szczytowej, około 50 cm pod darnią.
Badania nie doprowadziły do znalezienia pochówku wewnątrz kopca.

#### Brązowa skuwka typu awarskiego
Pewną przesłanką na początku badań nad datowaniem obiektu mogła być brązowa ozdobna skuwka typu awarskiego (kesthelskiego), znaleziona w dolnych partiach kopca u podstawy lejowego wykopu, co świadczy, że została zagubiona podczas początku jego sypania (w odróżnieniu od srebrnego denara, który znaleziono na szczycie), datowana na przypuszczalnie VII lub VIII wiek. Znaleziska archeologiczne potwierdzają, że przez tereny południowej Polski, w tym okolic dzisiejszego Krakowa, wiodły szlaki awarskich wypraw wojennych na Franków w latach 562 i 566/567. Przedmioty te mogły być również importowane (zabytki typu awarskiego znajdywano i w okolicach Londynu). Brązowe okucia pasa typu awarskiego datowane na 2 poł. VIII w. znaleziono w Naszacowicach. Ponadto określenie „typu awarskiego” oznaczać może zarówno przedmioty pochodzenia stricte awarskiego jak i powstałe w wyniku naśladownictwa.
W górnej partii kopca odkryto korzenie potężnego dębu, którego wiek w chwili ścięcia botanik Władysław Szafer określił na ok. 300 lat. Toteż na podstawie dwóch faktów: znalezionego u podstawy kopca wspomnianego brązowego okucia pasa, przy wierzchołku zaś pnia 300-letniego dębu, który jako obiekt kultu pogańskiego mógł zostać ścięty przy wprowadzeniu chrześcijaństwa w IX (Legenda panońska) lub X wieku – za najpopularniejszą, przybliżoną datę usypania kopca uchodzi przyjęta przez profesora Andrzeja Żakiego tj. okres między schyłkiem VI a schyłkiem VII / VIII w.

#### Celtycki grobowiec
Inna teoria łączy powstanie kopców Krakusa i Wandy z obecnością Celtów. W kulturze celtyckiej kopce pełniły ważną funkcję kultową. Zaobserwowano, że azymut łączący oba kopce jest zgodny z azymutem wschodu słońca 1 maja. Podobną zgodność odkryto w przypadku dwóch kopców w pobliżu Przemyśla, z tym że wyznaczają one 1 listopada. W kalendarzu celtyckim te daty stanowiły ważne święta związane z podziałem roku na połowy. Mogłoby to świadczyć o roli kopca jako obserwatorium astronomicznego.
Stojąc na kopcu Krakusa 2 maja lub 10 sierpnia zobaczymy słońce wschodzące nad Kopcem Wandy (potocznie zwanym w XIX wieku „Nogawką”). Natomiast stojąc na Kopcu Wandy 6 lutego lub 4 listopada, zobaczymy zachodzące słońce dokładnie nad Kopcem Krakusa. Są to przybliżone daty celtyckich świąt Samhain, Imbolc, Beltane i Lughnasadh. Dlatego prof. Władysław Góral nie wyklucza hipotezy, że Kopiec Krakusa, wraz z innymi kopcami (Kraka II, Wandy i Esterki) i Wzgórzem Wawelskim, był celtyckim systemem wskaźników astronomicznych.

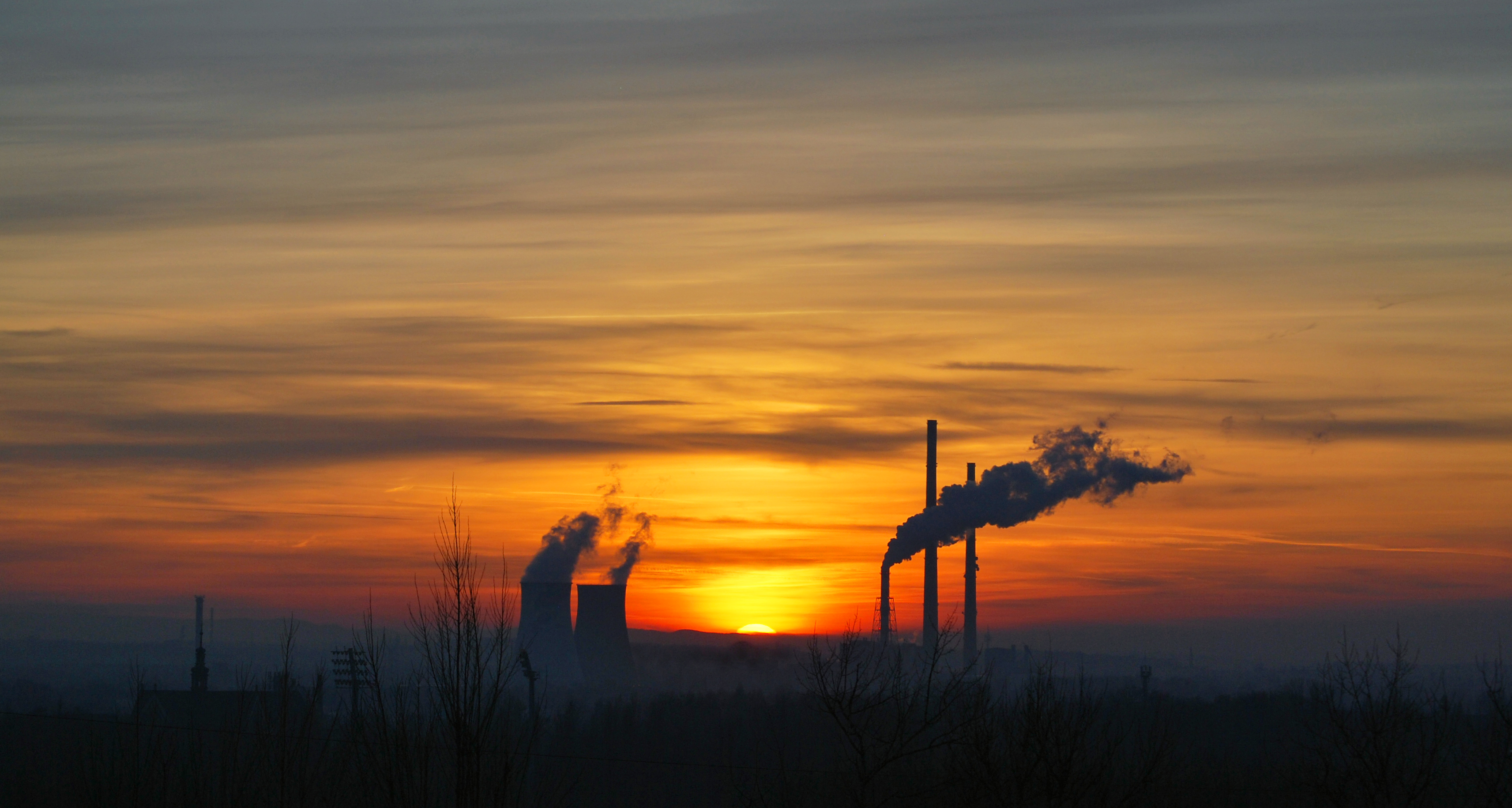
Zachód słońca widziany z Kopca Wandy 6 lutego w celtycki Imbolc. Słońce zachodzące za Kopcem Krakusa

Według profesora Leszka Pawła Słupeckiego, Kopiec Krakusa rzeczywiście jest grobem dawnego władcy, w dodatku stanowi niewielką część cmentarzyska kurhanowego. Na planie Krakowa sporządzonym przez Szwedów w 1702 r. i na austriackim planie z 1792 r. Leszek Paweł Słupecki odnalazł obok kopca skupisko innych nasypów. Według Kazimierza Radwańskiego z Muzeum Archeologicznego w Krakowie, pod koniec XVIII w. było ich co najmniej 46, ale nie zachowały się do naszych czasów. „Fakt, że kopiec Krakusa otoczony był ogromnym cmentarzyskiem, dowodzi znaczenia Krakowa we wczesnym średniowieczu” – twierdzi L.P. Słupecki – „Legendę o mitycznym założycielu Krakowa można więc uznać za prawdopodobną”.
Generalnie, funkcja pochówkowa, mimo braku potwierdzenia archeologicznego, jest uważana za bardzo prawdopodobną. Świadczyć o tym może toponimia miejsca, tradycja (Rękawka) i analogia (praesidium quod dicitur Mogila sive Tumba z 1222 r., w odniesieniu do Kopca Wandy). Mógł on również pełnić funkcje kultowe, ewentualnie obie jednocześnie. Hipotezy uważające go za obiekt obronny, sygnalizacyjny czy obserwacyjny uznano za mało przekonujące, ponieważ nakład pracy potrzebnej do wzniesienia takiej budowli byłby zdecydowanie niewspółmierny do uzyskanego efektu.

#### Inne teorie
Niektórzy uczeni wskazywali na podobieństwo kopca do tych z terenów Skandynawii i sugerowali nordyckie pochodzenie Kraka (tym bardziej że obecność Wandalów na terenie Małopolski do IV w. jest udowodniona). Jednak zwyczaj sypania kopców na grobach był częsty już w czasach epoki kamiennej. W znacznej części Europy zachowały się kurhany grobowe przypominające kształtem i lokalizacją kopiec Kraka.
Według innych hipotez, wysuwanych już w okresie dwudziestolecia międzywojennego m.in. przez Rudolfa Jamkę, kopiec może mieć pochodzenie scytyjskie, huńskie, a nawet wikińskie.

### Twierdza Kraków
W XIX wieku kopiec włączono w system austriackich fortyfikacji. Otoczony został wałem ziemnym, murem i fosą, zaś w obrębie muru wzniesiono koszary (fort cytadelowy 33 „Krakus”). W okresie międzywojennym, w czasie badań archeologicznych obiekty te zniwelowano (koszary po II wojnie światowej).

## Galeria

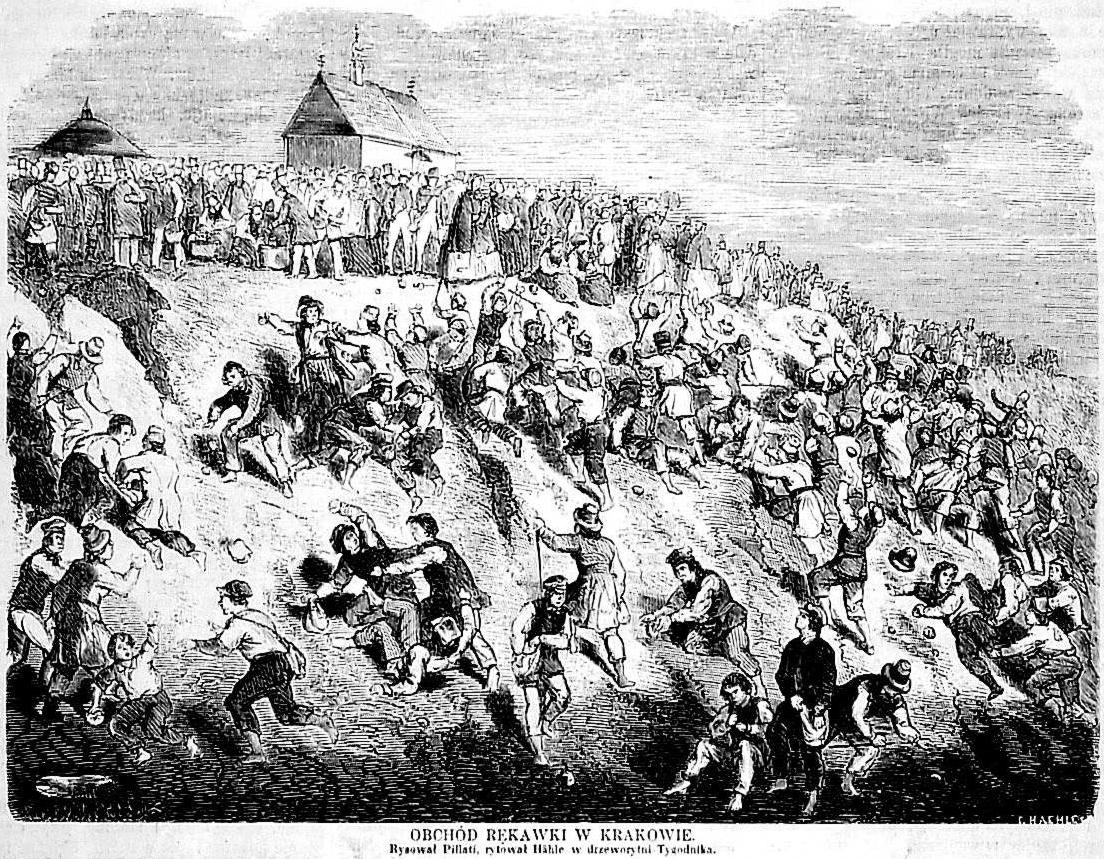
Kopiec Krakusa podczas Rękawki, „Tygodnik Ilustrowany”, 7/19 maja 1860.
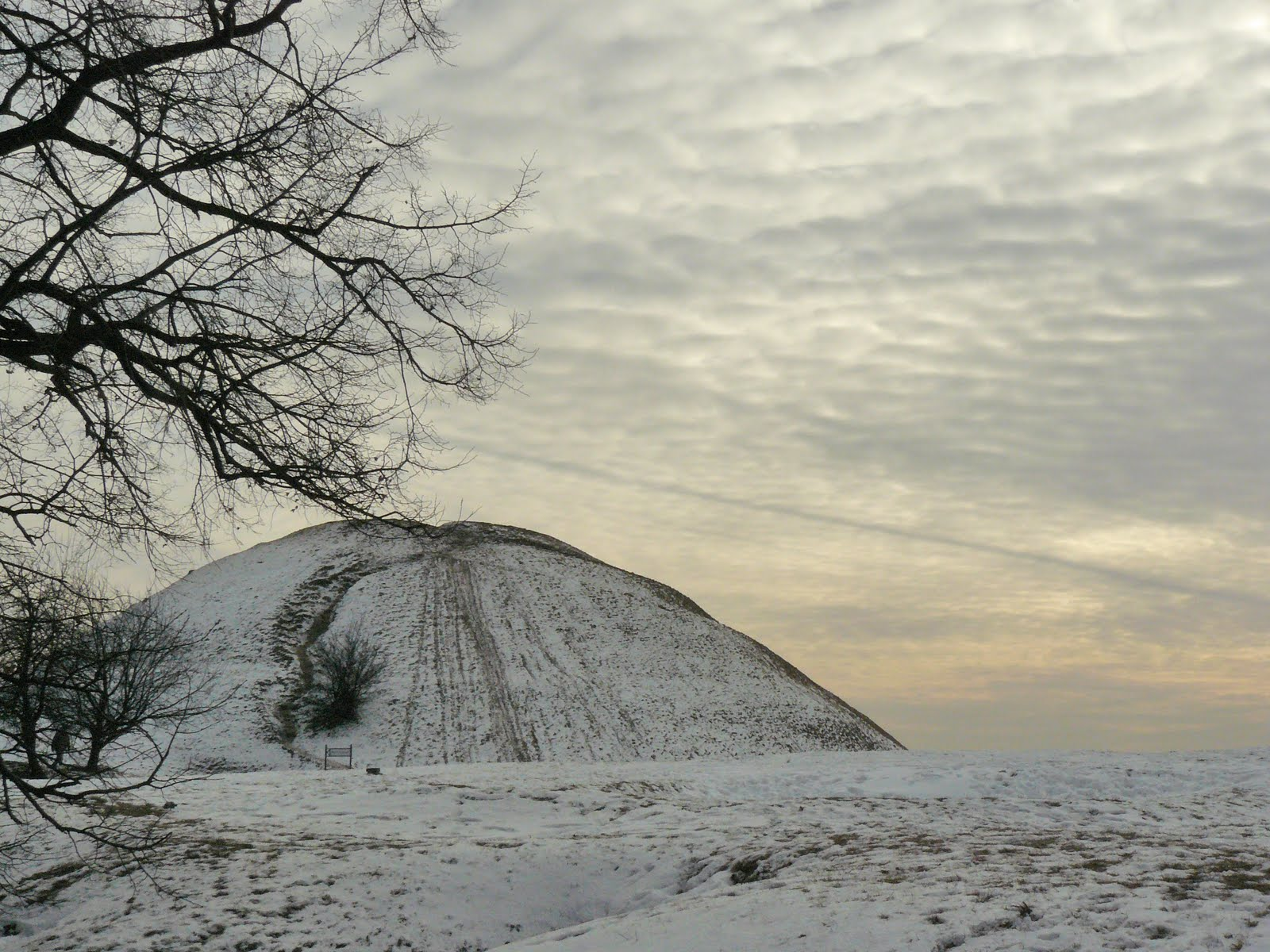
Kopiec Krakusa zimą
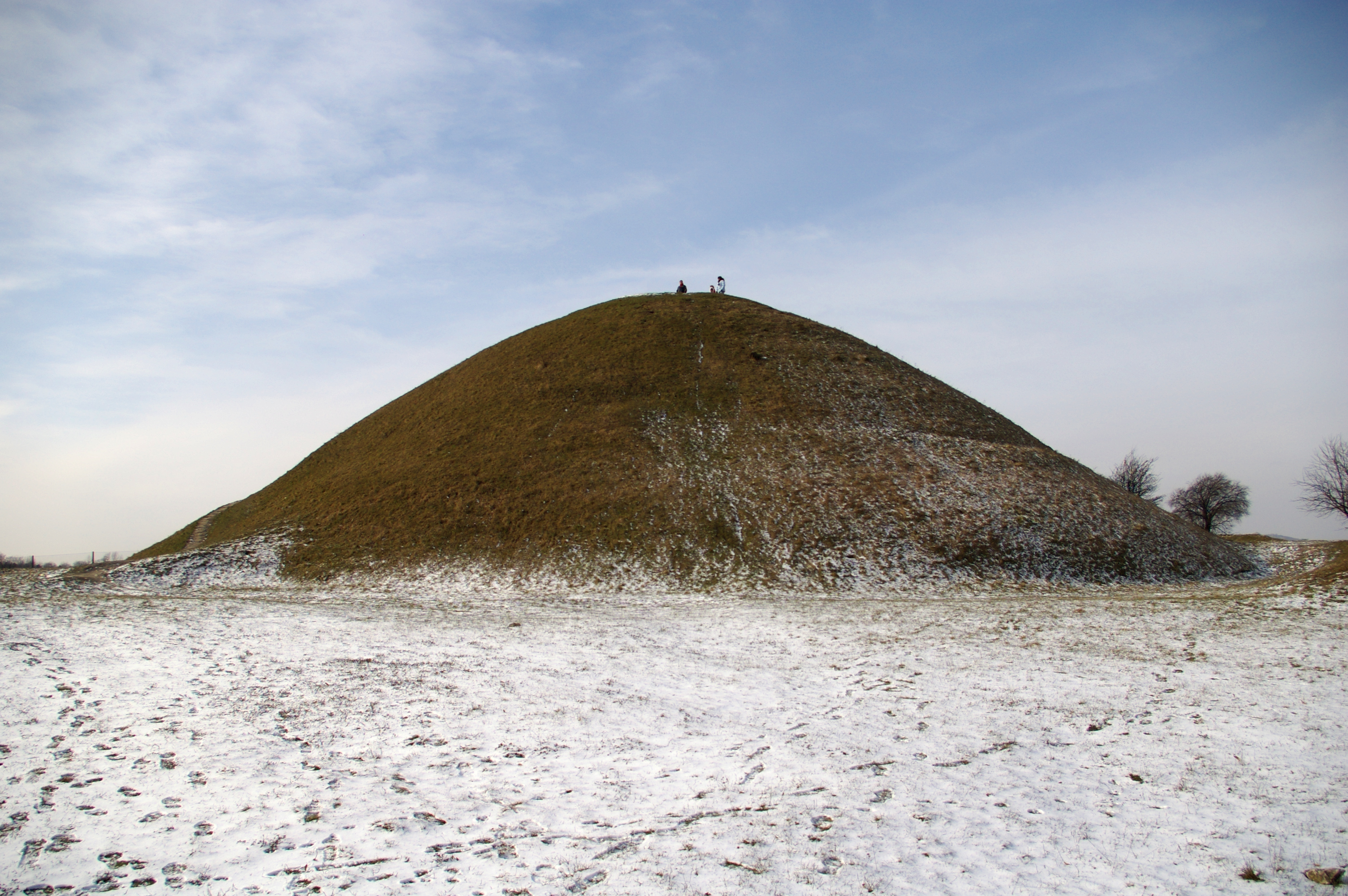
Kopiec od wschodu późną zimą
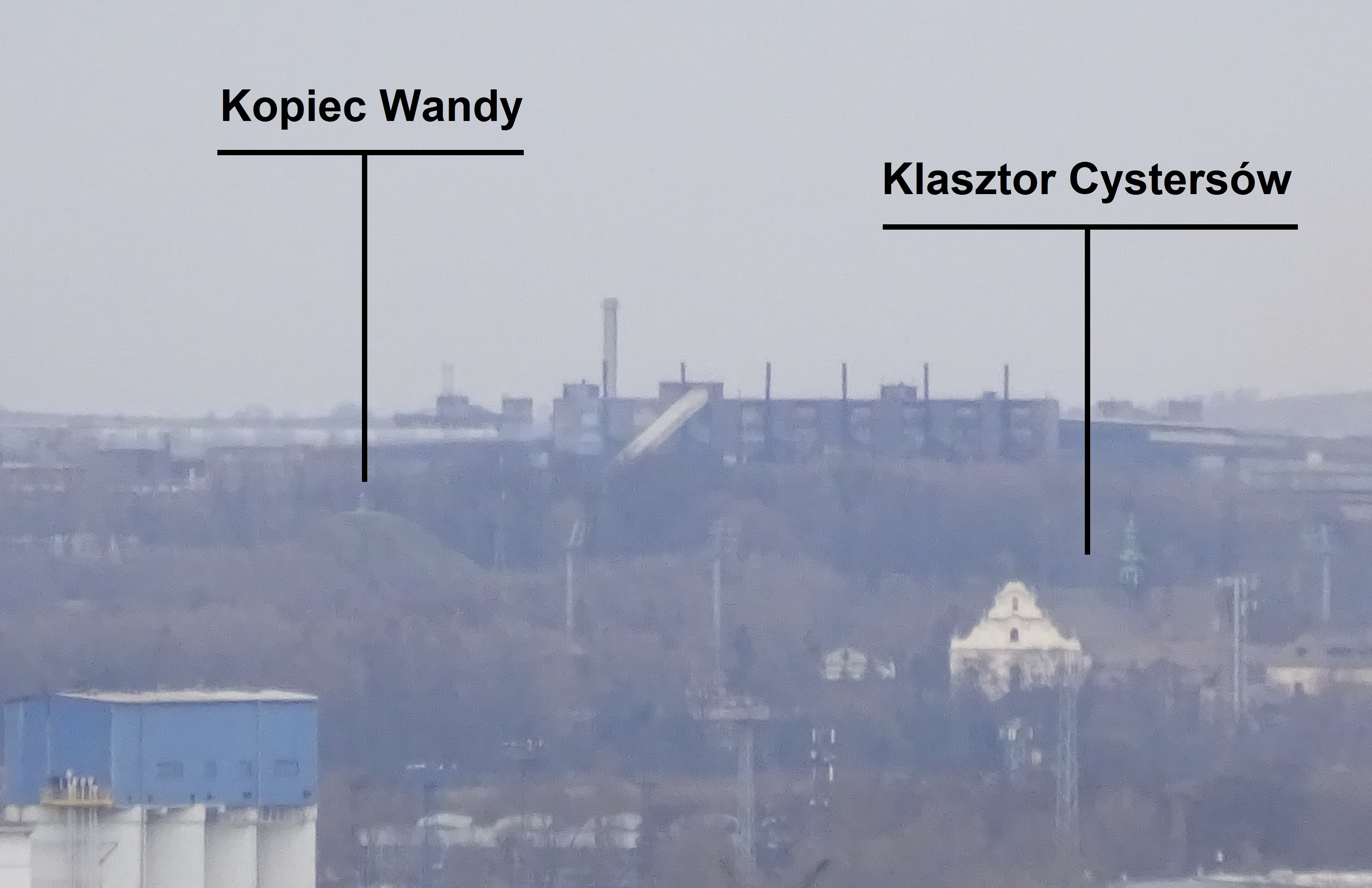
Widok z Kopca Kraka w stronę Kopca Wandy
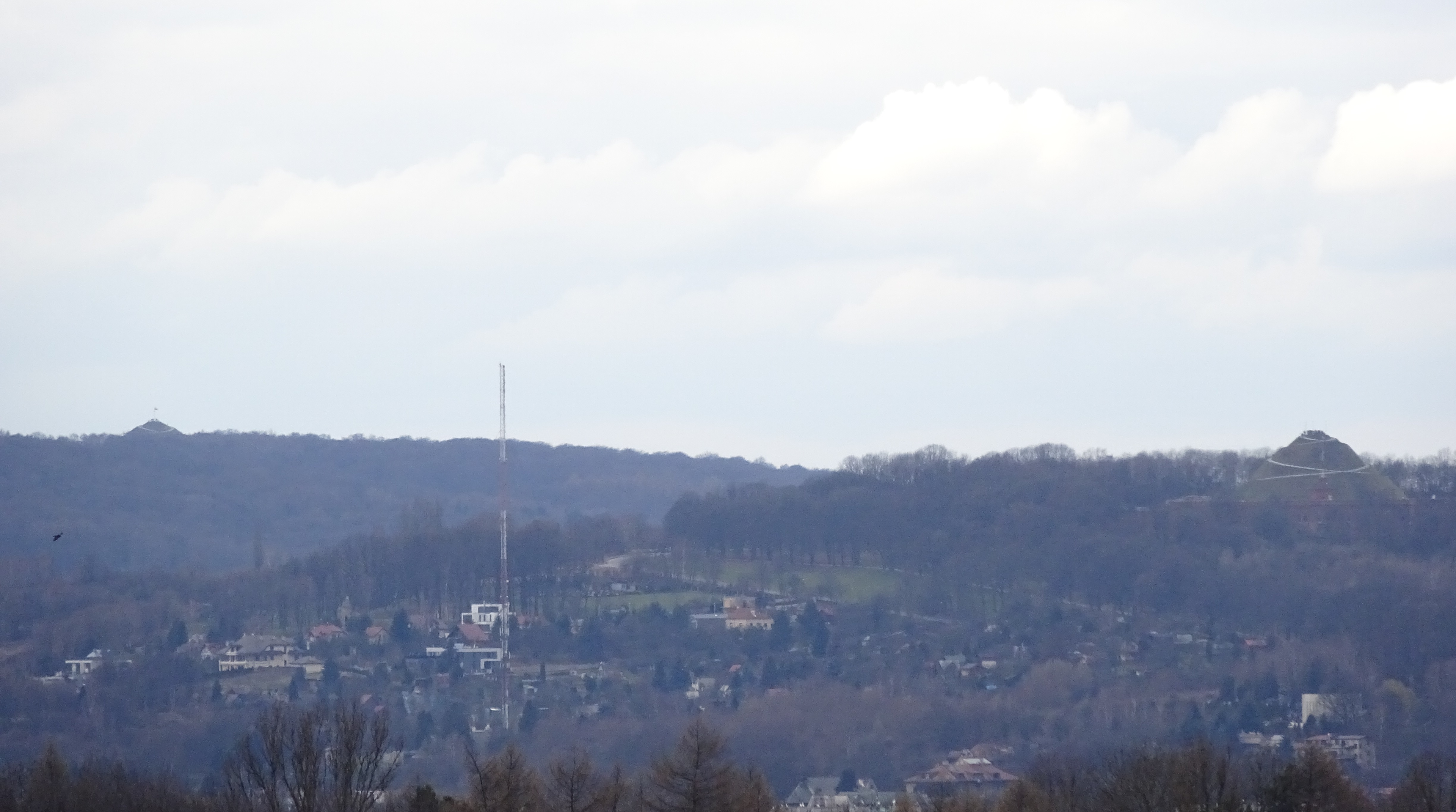
Z Kopca Kraka (od lewej) Kopiec Piłsudskiego i Kopiec Kościuszki
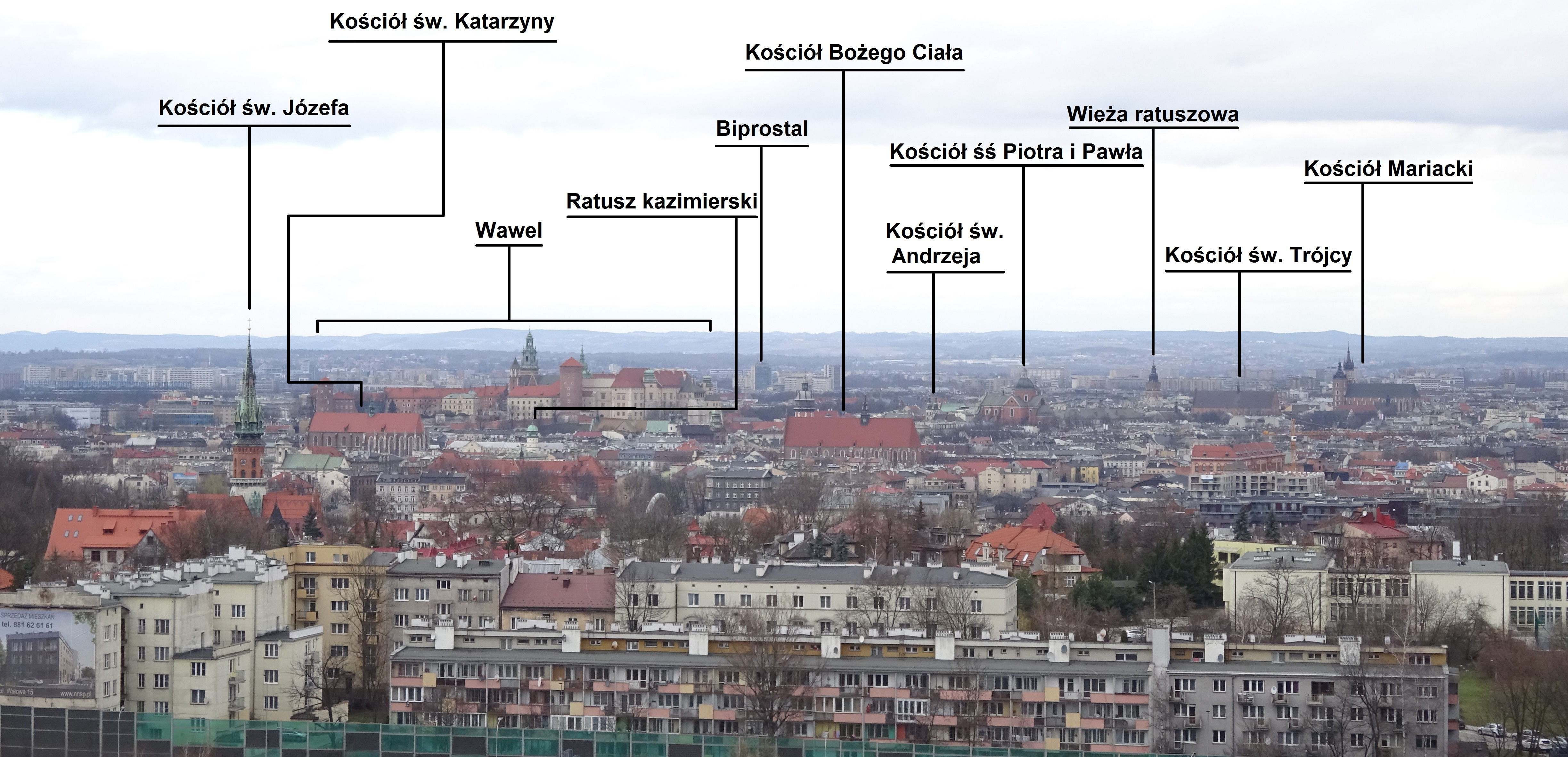
Panorama centrum Krakowa z opisami